# Ірпінська осушувально-зволожувальна система
Ірпінська осушувально-зволожувальна система — гідромеліоративна система в Київській області, споруджена в заплаві річки Ірпінь та її приток Бобриці, Унави та інших, для двостороннього регулювання водного режиму осушуваних земель загальною площею 8,2 тис. га, з яких 7,4 тис. га — під сільськогосподарськими угіддями. Збудована у 1947—54 роках, реконструйована у 1979—81 роках.
Система є комплексом гідротехнічних споруд, яка складається з двох водосховищ (Лісне та Корнинське), загальним об'ємом 17,5 млн м3, що акумулюють стік у верхів'ї Ірпеня; магістрального каналу (спрямлене річище Ірпеня), довжиною 131 км, з 13-ма автоматичними перегороджувальними спорудами; каналів осушувальної мережі, протяжністю 395 км, з 560-ма напівавтоматичними шлюзами-регуляторами.
Поверхня в межах системи рівнинна, ґрунти — болотні, дернові та дерново-підзолисті. На меліорованих угіддях вирощують овочі та кормові культури. Регулювання водного режиму в каналах і ґрунті відбувається шляхом інфільтрації води з відкритих каналів та підґрунтового зволоження через системи кротового та гончарного дренажів, на підвищених ділянках застосовують дощувальні машини.